# Kaleda
Kaleda Târgu Mureș este o companie distribuitoare de mobilă din România.
Acționarii companiei sunt oamenii de afaceri Petru Boerescu și Besenyei